# Olympische Winterspiele 2018/Teilnehmer (Deutschland)
| Gelbes Symbol für Goldmedaillen mit stilisierten Olympischen Ringen | Graues Symbol für Silbermedaillen mit stilisierten Olympischen Ringen | Braundes Symbol für Bronzemedaillen mit stilisierten Olympischen Ringen |
| ------------------------------------------------------------------- | --------------------------------------------------------------------- | ----------------------------------------------------------------------- |
| 14                                                                  | 10                                                                    | 7                                                                       |

Deutschland nahm an den Olympischen Winterspielen 2018 mit 152 Athleten (94 Männer, 58 Frauen) teil.
Die erstmals unter dem Namen „Team Deutschland“ auftretende deutsche Mannschaft war außer im Curling in jeder Sportart vertreten. In einer ersten Runde wurden am 16. Januar die ersten 43 Athleten und Athletinnen, vor allem Rodler, Eiskunstläufer und das noch um fünf Spieler zu reduzierende 30-köpfige Eishockeyteam, nominiert. Am 23. Januar folgten die übrigen Athleten in den anderen Sportarten. Am 25. Januar bekam der DOSB für Kea Kühnel noch einen weiteren Quotenplatz im Slopestyle zugewiesen, womit das endgültige Aufgebot mit 154 Sportlern und Sportlerinnen fest stand, darunter die unter Vorbehalt nominierte Snowboarderin Nadja Flemming, die am Ende als Nachrückerin doch keinen Quotenplatz mehr bekam. Die Athleten werden von einer etwa noch einmal 150 Personen umfassenden Gruppe von Trainern, Betreuern und Offiziellen begleitet. Chef de Mission war erstmals der DOSB-Vorstand Leistungssport, Dirk Schimmelpfennig. Delegationsleiter sind gemeinsam die DOSB-Vorstandsvorsitzende Veronika Rücker und DOSB-Präsident Alfons Hörmann.

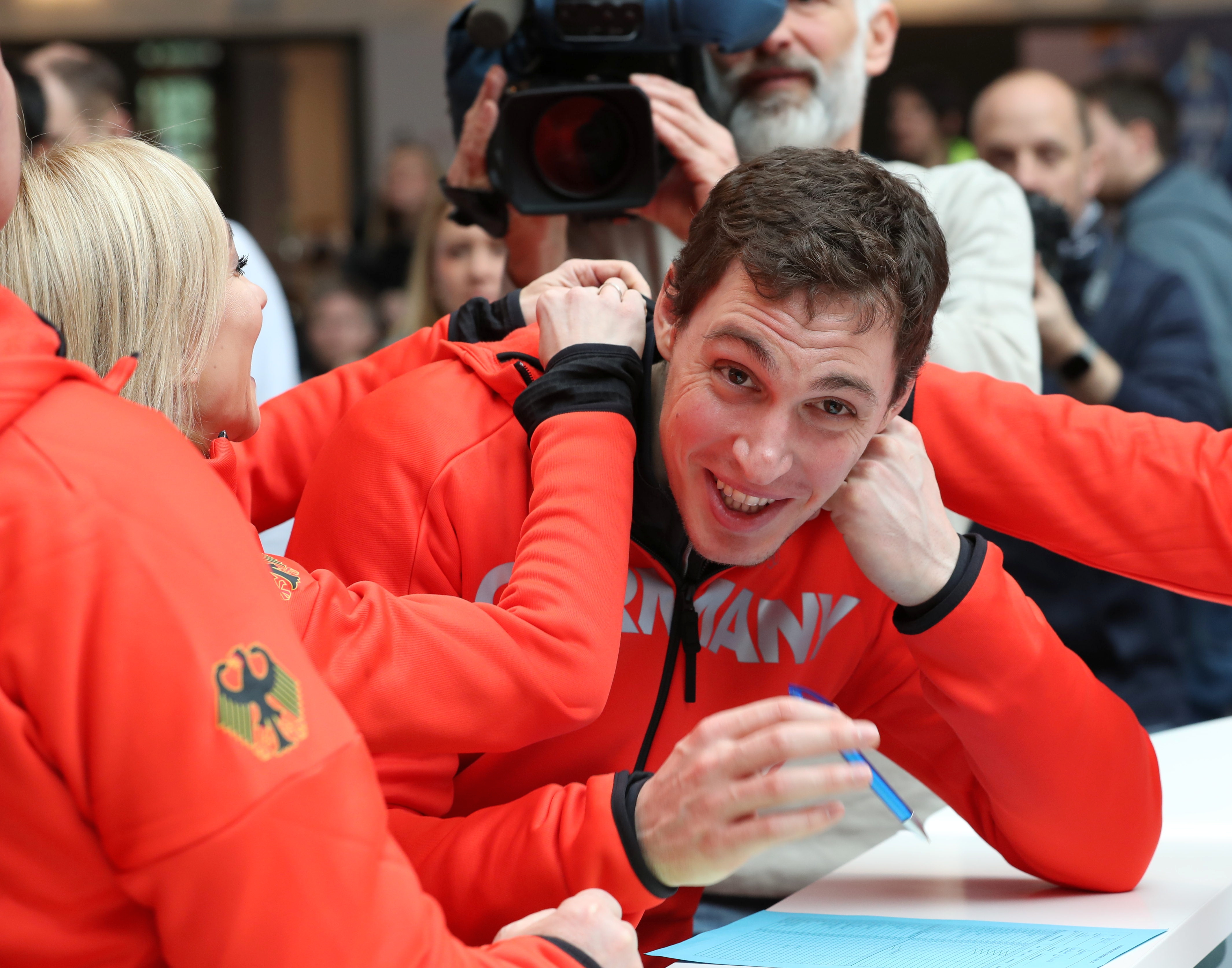
Bruno Massot beim Anprobieren der neuen Bekleidung

Die Einkleidung erfolgte erstmals im Postpalast München und ging über gut zwei Wochen bis zum 24. Januar. Dabei waren nicht wie bei den Einkleidungen zuvor Soldaten in einer Kaserne für die Einkleidung zuständig, sondern ehrenamtliche Helfer. Die Einkleidung wurde von vier Medientagen mit jeweiligen thematischen Schwerpunkten begleitet. Neben der Einkleidung erfolgte auch die Akkreditierung für das „Deutsche Haus“. Zudem mussten alle Teilnehmer die Athletenvereinbarung des DOSB unterschreiben und wurden von der Nationalen Anti-Doping Agentur Deutschland auf etwaige Verstöße hin untersucht.

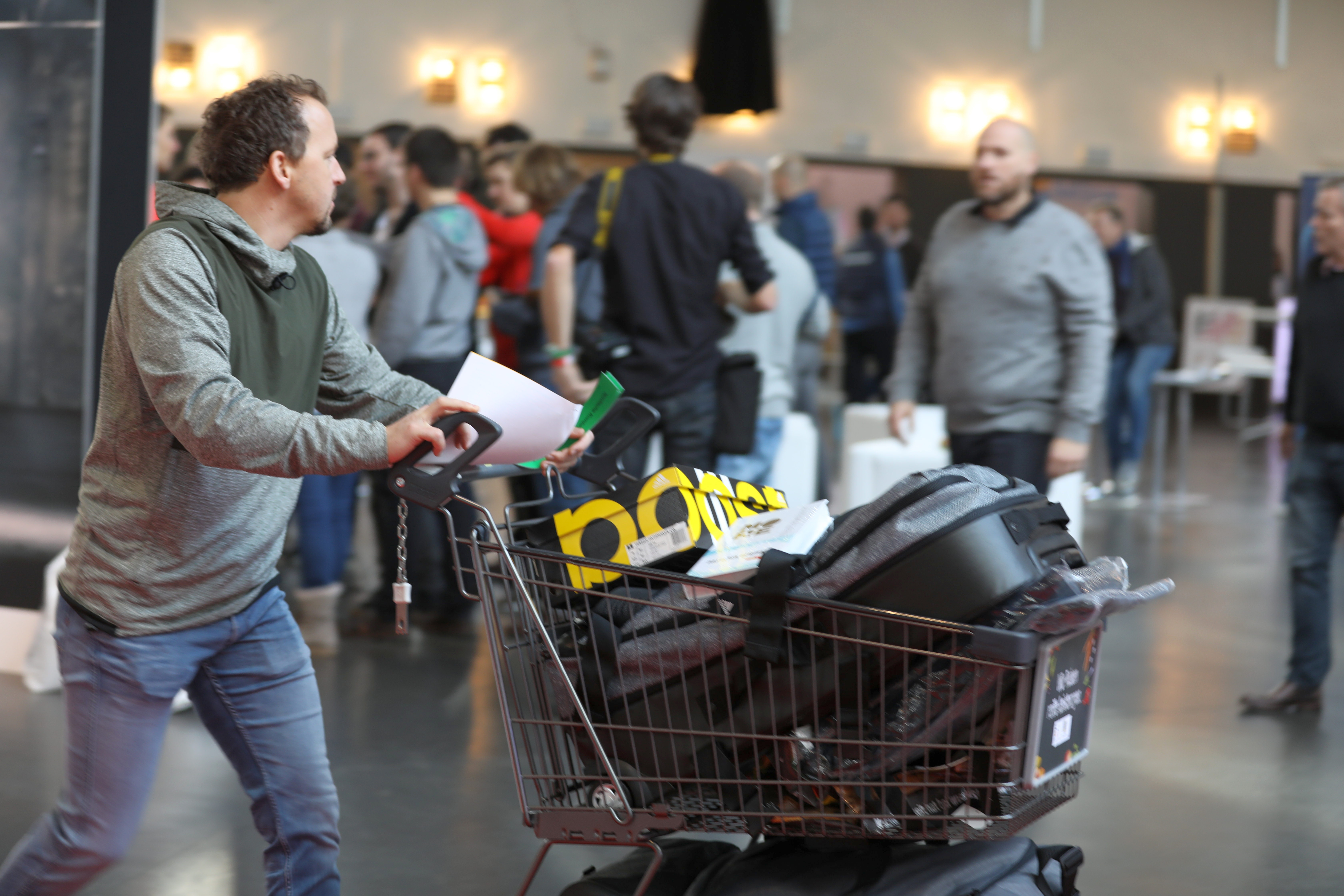
Nach der Einkleidung – ein Wagen voller Kleidung und Zubehör

Als mögliche Fahnenträger für die Eröffnungsfeier waren Eric Frenzel (Nordische Kombination), Natalie Geisenberger (Rodeln), Claudia Pechstein (Eisschnelllauf), Christian Ehrhoff (Eishockey) und Viktoria Rebensburg (Ski Alpin) nominiert. Bei einer Onlineabstimmung konnte bis zum 5. Februar auf der Internetseite des DOSB jeder seine Stimme abgeben. Zudem hatten alle teilnehmenden Athleten ebenfalls eine Stimme, die beiden Ergebnisse wurden jeweils zur Hälfte gezählt. Am 8. Februar, einen Tag vor der Eröffnungsfeier, wurde Eric Frenzel als Fahnenträger bekanntgegeben. Als Fahnenträger für die Abschlussfeier wurde vom DOSB Eishockeyspieler Christian Ehrhoff gewählt.
Mit 14 Gold- und insgesamt 31 Medaillen erreichte die deutsche Mannschaft ihr bestes mannschaftsübergreifendes Ergebnis seit der Wiedervereinigung, ein Vergleich mit Vorwendezeiten ist aufgrund des viel geringeren Programms der Spiele kaum fair möglich. Einzig Norwegen gewann genauso viele Goldmedaillen und insgesamt mit 39 Medaillen noch acht mehr. Medaillenträchtigste Sportart war für das „TeamD“ der Biathlon mit insgesamt sieben Medaillen, darunter dreimal Gold. Dreimal Gold gewann die deutsche Mannschaft auch in der Nordischen Kombination, im Rennrodeln und im Bobsport. Erfolgreichste Einzelathleten waren Eric Frenzel und die Biathletin Laura Dahlmeier mit jeweils zwei goldenen und einer bronzenen Medaille. Ebenfalls zweimal Gold und damit die bestmögliche Ausbeute an Medaillen in ihren Sportarten schafften die Rennrodler Natalie Geisenberger sowie Tobias Wendl und Tobias Arlt, zudem die Bobsportler Francesco Friedrich und Thorsten Margis. Im Eishockey erreichte die deutsche Mannschaft erstmals und überaus überraschend das Finale, in dem man knapp Russland unterlag. Abgesehen von zwei Medaillen im Snowboard errang das deutsche Team einzig in den „klassischen“ und nicht in den seit 1992 sukzessive eingeführten neueren Wintersportarten seine Medaillen. Darüber hinaus gingen die Athleten in einigen Sportarten wie dem Ski Alpin, dem Skilanglauf und dem Eisschnelllauf im Gegensatz zu früheren Olympischen Spielen komplett leer aus.

## Medaillen

### Medaillenspiegel
| Rang   | Sportart              | Gold | Silber | Bronze | Gesamt |
| ------ | --------------------- | ---- | ------ | ------ | ------ |
| 1      | Biathlon              | 3    | 1      | 3      | 7      |
| 2      | Rennrodeln            | 3    | 1      | 2      | 6      |
| 3      | Nordische Kombination | 3    | 1      | 1      | 5      |
| 4      | Bob                   | 3    | 1      | —      | 4      |
| 5      | Skispringen           | 1    | 3      | —      | 4      |
| 6      | Eiskunstlauf          | 1    | —      | —      | 1      |
| 7      | Snowboard             | —    | 1      | 1      | 2      |
| 8      | Skeleton              | —    | 1      | —      | 1      |
| 8      | Eishockey             | —    | 1      | —      | 1      |
| Gesamt | Gesamt                | 14   | 10     | 7      | 31     |

### Medaillengewinner
| Name/n | Sportart              | Wettkampf                         |
| --- | --------------------- | --------------------------------- |
| Gold |                       |                                   |
| Laura Dahlmeier | Biathlon              | Sprint                            |
| Andreas Wellinger | Skispringen           | Normalschanze                     |
| Arnd Peiffer | Biathlon              | Sprint                            |
| Laura Dahlmeier | Biathlon              | Verfolgung                        |
| Natalie Geisenberger | Rennrodeln            | Einsitzer                         |
| Eric Frenzel | Nordische Kombination | Gundersen-Wettkampf Normalschanze |
| Tobias Wendl Tobias Arlt | Rennrodeln            | Doppelsitzer                      |
| Aljona Savchenko Bruno Massot | Eiskunstlauf          | Paarlauf                          |
| Natalie Geisenberger Johannes Ludwig Tobias Wendl Tobias Arlt | Rennrodeln            | Team-Staffel                      |
| Francesco Friedrich Thorsten Margis | Bobsport              | Zweierbob                         |
| Johannes Rydzek | Nordische Kombination | Gundersen-Wettkampf Großschanze   |
| Mariama Jamanka Lisa Buckwitz | Bobsport              | Zweierbob                         |
| Vinzenz Geiger Fabian Rießle Eric Frenzel Johannes Rydzek | Nordische Kombination | Team Großschanze/4 × 5 km         |
| Francesco Friedrich Candy Bauer Martin Grothkopp Thorsten Margis | Bobsport              | Viererbob                         |
| Silber |                       |                                   |
| Katharina Althaus | Skispringen           | Einzel Normalschanze              |
| Dajana Eitberger | Rennrodeln            | Einsitzer                         |
| Jacqueline Lölling | Skeleton              | Einzel                            |
| Andreas Wellinger | Skispringen           | Großschanze                       |
| Simon Schempp | Biathlon              | Massenstart                       |
| Karl Geiger Stephan Leyhe Richard Freitag Andreas Wellinger | Skispringen           | Mannschaftsspringen               |
| Fabian Rießle | Nordische Kombination | Gundersen-Wettkampf Großschanze   |
| Selina Jörg | Snowboard             | Parallel-Riesenslalom             |
| Nico Walther Kevin Kuske Alexander Rödiger Eric Franke | Bobsport              | Viererbob                         |
| Danny aus den Birken Daryl Boyle Yasin Ehliz Christian Ehrhoff Dennis Endras, Marcel Goc Gerrit Fauser Patrick Hager Frank Hördler Dominik Kahun, Marcus Kink Björn Krupp Brooks Macek Frank Mauer Jonas Müller Moritz Müller Marcel Noebels Leonhard Pföderl Timo Pielmeier Matthias Plachta, Patrick Reimer Felix Schütz Yannic Seidenberg David Wolf | Eishockey             | Männerturnier                     |
| Bronze |                       |                                   |
| Johannes Ludwig | Rennrodeln            | Einsitzer                         |
| Benedikt Doll | Biathlon              | Verfolgung                        |
| Toni Eggert Sascha Benecken | Rennrodeln            | Doppelsitzer                      |
| Laura Dahlmeier | Biathlon              | Einzel                            |
| Eric Frenzel | Nordische Kombination | Gundersen-Wettkampf Großschanze   |
| Erik Lesser Benedikt Doll Arnd Peiffer Simon Schempp | Biathlon              | Staffel                           |
| Ramona Theresia Hofmeister | Snowboard             | Parallel-Riesenslalom             |

## Teilnehmer nach Sportarten

### Biathlon
Die deutsche Biathlon-Olympiamannschaft war sowohl im gewichteten Medaillenspiegel mit dreimal Gold, einmal Silber und dreimal Bronze als auch mit der gewonnenen Gesamtanzahl von sieben Medaillen erfolgreichste Mannschaft bei den Spielen in dieser Sportart.
| Athleten                                                             | Wettbewerbe                   | Zeit        | Fehler         | Rang   |
| -------------------------------------------------------------------- | ----------------------------- | ----------- | -------------- | ------ |
| Frauen                                                               |                               |             |                |        |
| Laura Dahlmeier                                                      | 7,5 km Sprint                 | 21:06,2 min | 0 (0+0)        | Gold   |
| Laura Dahlmeier                                                      | 10 km Verfolgung              | 30:35,3 min | 1 (0+1+0+0)    | Gold   |
| Laura Dahlmeier                                                      | 12,5 km Massenstart           | 37:10,1 min | 2 (1+1+0+0)    | 16     |
| Laura Dahlmeier                                                      | 15 km Einzel                  | 41:48,4 min | 1 (1+0+0+0)    | Bronze |
| Maren Hammerschmidt                                                  | 15 km Einzel                  | 44:28,0 min | 3 (1+1+0+1)    | 17     |
| Denise Herrmann                                                      | 7,5 km Sprint                 | 22:25,8 min | 2 (0+2)        | 21     |
| Denise Herrmann                                                      | 10 km Verfolgung              | 31:54,7 min | 2 (1+0+0+1)    | 6      |
| Denise Herrmann                                                      | 12,5 km Massenstart           | 36:27,2 min | 2 (0+0+2+0)    | 11     |
| Franziska Hildebrand                                                 | 7,5 km Sprint                 | 21:59,9 min | 1 (0+1)        | 12     |
| Franziska Hildebrand                                                 | 10 km Verfolgung              | 32:36,5 min | 3 (2+1+0+0)    | 12     |
| Franziska Hildebrand                                                 | 15 km Einzel                  | 43:38,6 min | 1 (0+1+0+0)    | 9      |
| Vanessa Hinz                                                         | 7,5 km Sprint                 | 21:46,5 min | 1 (0+1)        | 5      |
| Vanessa Hinz                                                         | 10 km Verfolgung              | 32:41,4 min | 4 (1+1+2+0)    | 13     |
| Vanessa Hinz                                                         | 12,5 km Massenstart           | 38:52,4 min | 4 (2+1+0+1)    | 25     |
| Franziska Preuß                                                      | 12,5 km Massenstart           | 36:38,9 min | 1 (0+0+1+0)    | 12     |
| Franziska Preuß                                                      | 15 km Einzel                  | 42:06,9 min | 0 (0+0+0+0)    | 4      |
| Franziska Preuß Denise Herrmann Franziska Hildebrand Laura Dahlmeier | 4 × 6 km Staffel              | 1:12:57,3 h | 3+11 (1+3 2+8) | 8      |
| Männer                                                               |                               |             |                |        |
| Benedikt Doll                                                        | 10 km Sprint                  | 23:56,4 min | 1 (0+1)        | 6      |
| Benedikt Doll                                                        | 12,5 km Verfolgung            | 33:06,8 min | 1 (0+1+0+0)    | Bronze |
| Benedikt Doll                                                        | 15 km Massenstart             | 36:06,1 min | 1 (0+0+1+0)    | 5      |
| Johannes Kühn                                                        | 20 km Einzel                  | 53:36,6 min | 6 (1+1+1+3)    | 58     |
| Erik Lesser                                                          | 10 km Sprint                  | 24:10,7 min | 1 (0+1)        | 11     |
| Erik Lesser                                                          | 12,5 km Verfolgung            | 34:27,6 min | 2 (0+0+1+1)    | 11     |
| Erik Lesser                                                          | 20 km Einzel                  | 49:31,1 min | 1 (0+0+1+0)    | 9      |
| Erik Lesser                                                          | 15 km Massenstart             | 35:58,9 min | 2 (0+0+0+2)    | 4      |
| Arnd Peiffer                                                         | 10 km Sprint                  | 23:38,8 min | 0 (0+0)        | Gold   |
| Arnd Peiffer                                                         | 12,5 km Verfolgung            | 34:05,8 min | 3 (0+0+1+2)    | 8      |
| Arnd Peiffer                                                         | 20 km Einzel                  | 50:29,6 min | 3 (0+0+3+0)    | 21     |
| Arnd Peiffer                                                         | 15 km Massenstart             | 36:47,5 min | 4 (1+0+1+2)    | 13     |
| Simon Schempp                                                        | 10 km Sprint                  | 24:00,2 min | 1 (0+1)        | 7      |
| Simon Schempp                                                        | 12,5 km Verfolgung            | 33:54,3 min | 3 (0+0+1+2)    | 5      |
| Simon Schempp                                                        | 20 km Einzel                  | 51:54,8 min | 4 (2+2+0+0)    | 36     |
| Simon Schempp                                                        | 15 km Massenstart             | 35:47,3 min | 1 (0+0+0+1)    | Silber |
| Erik Lesser Benedikt Doll Arnd Peiffer Simon Schempp                 | 4 × 7,5 km Staffel            | 1:17:23,6 h | 3+10 (0+3 3+7) | Bronze |
| Mixed                                                                |                               |             |                |        |
| Vanessa Hinz Laura Dahlmeier Erik Lesser Arnd Peiffer                | 2 × 6 km + 2 × 7,5 km Staffel | 1:09:01,5 h | 1+7 (0+2 1+5)  | 4      |

Der ebenfalls zum Aufgebot gehörende Roman Rees kam im Verlauf der Spiele nicht zum Einsatz.

### Bob
Die deutsche Bobsport-Olympiamannschaft war sowohl im gewichteten Medaillenspiegel mit dem Gewinn aller drei Rennen als auch mit der gewonnenen Gesamtanzahl von vier Medaillen erfolgreichste Mannschaft bei diesen Winterspielen in dieser Sportart.
| Athleten                                                          | Wettbewerb | Lauf 1  | Lauf 1 | Lauf 2  | Lauf 2 | Lauf 3  | Lauf 3 | Lauf 4  | Lauf 4 | Gesamt      | Gesamt |
| Athleten                                                          | Wettbewerb | Zeit    | Rang   | Zeit    | Rang   | Zeit    | Rang   | Zeit    | Rang   | Zeit        | Rang   |
| ----------------------------------------------------------------- | ---------- | ------- | ------ | ------- | ------ | ------- | ------ | ------- | ------ | ----------- | ------ |
| Frauen                                                            |            |         |        |         |        |         |        |         |        |             |        |
| Mariama Jamanka Lisa Buckwitz                                     | Zweierbob  | 50,54 s | 2      | 50,72 s | 1      | 50,49 s | 2      | 50,70 s | 1      | 3:22,45 min | Gold   |
| Anna Köhler Erline Nolte                                          | Zweierbob  | 51,21 s | 13     | 51,20 s | 11     | 51,46 s | 16     | 51,41 s | 15     | 3:25,28 min | 13     |
| Stephanie Schneider Annika Drazek                                 | Zweierbob  | 50,63 s | 4      | 50,93 s | 5      | 50,71 s | 5      | 50,70 s | 1      | 3:22,97 min | 4      |
| Männer                                                            |            |         |        |         |        |         |        |         |        |             |        |
| Francesco Friedrich Thorsten Margis                               | Zweierbob  | 49,22 s | 5      | 49,46 s | 5      | 48,96 s | 1      | 49,22 s | 2      | 3:16,86 min | Gold   |
| Johannes Lochner Christopher Weber                                | Zweierbob  | 49,24 s | 6      | 49,34 s | 2      | 49,09 s | 4      | 49,47 s | 8      | 3:17,14 min | 5      |
| Nico Walther Christian Poser                                      | Zweierbob  | 49,12 s | 3      | 49,27 s | 1      | 49,32 s | 7      | 49,35 s | 4      | 3:17,06 min | 4      |
| Francesco Friedrich Candy Bauer Martin Grothkopp Thorsten Margis  | Viererbob  | 48,54 s | 1      | 49,01 s | 1      | 48,76 s | 1      | 49,54 s | 3      | 3:15,85 min | Gold   |
| Johannes Lochner Christopher Weber Christian Poser Christian Rasp | Viererbob  | 48,95 s | 6      | 49,26 s | 7      | 49,10 s | 9      | 49,80 s | 17     | 3:17,11 min | 8      |
| Nico Walther Kevin Kuske Alexander Rödiger Eric Franke            | Viererbob  | 48,74 s | 3      | 49,16 s | 2      | 48,90 s | 4      | 49,58 s | 7      | 3:16,38 min | Silber |

Zunächst war Joshua Bluhm für den Lochner-Viererbob vorgesehen und nominiert, doch wenige Tage vor dem Abflug nach Südkorea aufgrund „atmosphärischer Störungen“ aus der Mannschaft genommen. Ihn ersetzte Christian Poser, dessen Platz im Walther-Bob von Alexander Rödiger eingenommen wurde. Im Zweier ging Rödiger weiterhin mit Walther an den Start. Als Ersatzathleten waren Paul Krenz und Kevin Korona statt des nachgerückten Rödiger bei den Männern sowie Ann-Christin Strack und Lisette Thöne bei den Frauen mit zu den Spielen gereist.

### Eishockey
Die Männer konnten sich über die Qualifikationsturniere einen der drei Startplätze für das olympische Turnier sichern, während die Frauennationalmannschaft in der abschließenden Qualifikationsrunde die Qualifikation verpasste.
| Wettbewerb                 | Männer |
| -------------------------- | --- |
| Spieler                    | Sinan Akdağ Danny aus den Birken Daryl Boyle Yasin Ehliz Christian Ehrhoff Dennis Endras Marcel Goc Gerrit Fauser Patrick Hager Frank Hördler Dominik Kahun Marcus Kink Björn Krupp Brooks Macek Frank Mauer Jonas Müller Moritz Müller Marcel Noebels Leonhard Pföderl Timo Pielmeier Matthias Plachta Patrick Reimer Felix Schütz Yannic Seidenberg David Wolf |
| Trainer                    | Marco Sturm |
| Vorrunde                   | Finnland 2:5 (1:2, 0:2, 1:1) Schweden 0:1 (0:1, 0:0, 0:0) Norwegen 2:1 n. P. (0:0, 1:0, 0:1, 0:0; 1:0) |
| Viertelfinal-Qualifikation | Schweiz 2:1 n. V. (1:0, 0:1, 0:0, 1:0) |
| Viertelfinale              | Schweden 4:3 n. V. (2:0, 0:0, 1:3, 1:0) |
| Halbfinale                 | Kanada 4:3 (1:0, 3:1, 0:2) |
| Finale                     | Olympische Athleten aus Russland 3:4 n. V. (0:1, 1:0, 2:2, 0:1) |
| Platzierung                | Silber |

### Eiskunstlauf
Die deutsche Mannschaft hatte sich bei den Eiskunstlauf-Weltmeisterschaften 2017 in Helsinki und bei der Nebelhorn Trophy 2017 mehrere Olympia-Quotenplätze gesichert. So verfügt Deutschland über zwei Startplätze im Paarlauf und je einen Startplatz bei Frauen, Männern und im Eistanz. Des Weiteren ist Deutschland für den Teamwettbewerb qualifiziert. Nominiert wurde in der ersten Nominierungsrunde am 14. Januar:
| Athleten                                                                                    | Wettbewerbe    | Kurzprogramm/-tanz | Kurzprogramm/-tanz | Kür/Kürtanz        | Kür/Kürtanz        | Gesamt | Gesamt |
| Athleten                                                                                    | Wettbewerbe    | Punkte             | Rang               | Punkte             | Rang               | Punkte | Rang   |
| ------------------------------------------------------------------------------------------- | -------------- | ------------------ | ------------------ | ------------------ | ------------------ | ------ | ------ |
| Frauen                                                                                      |                |                    |                    |                    |                    |        |        |
| Nicole Schott                                                                               | Einzel         | 59,20              | 14                 | 109,26             | 17                 | 168,46 | 18     |
| Paul Fentz                                                                                  | Einzel         | 74,73              | 24                 | 139,82             | 22                 | 214,55 | 22     |
| Kavita Lorenz Joti Polizoakis                                                               | Eistanz        | 59,99              | 17                 | 90,50              | 16                 | 150,49 | 16     |
| Paarlauf                                                                                    | 76,59          | 4                  | 159,31 (WR)        | 1                  | 235,90             | Gold   |        |
| Annika Hocke Ruben Blommaert                                                                | Paarlauf       | 63,04              | 16                 | 108,94             | 16                 | 171,98 | 16     |
| Nicole Schott, Paul Fentz, Kavita Lorenz / Joti Polizoakis, Aljona Savchenko / Bruno Massot | Teamwettbewerb | 16                 | 7                  | nicht qualifiziert | nicht qualifiziert | 16     | 7      |

### Eisschnelllauf
| Athleten               | Wettbewerbe | Zeit         | Rang |
| ---------------------- | ----------- | ------------ | ---- |
| Frauen                 |             |              |      |
| Judith Dannhauer       | 500 m       | 38,534 s     | 16   |
| Judith Dannhauer       | 1000 m      | 1:17,41 min  | 26   |
| Gabriele Hirschbichler | 1000 m      | 1:16,03 min  | 15   |
| Gabriele Hirschbichler | 1500 m      | 1:58,24 min  | 12   |
| Roxanne Dufter         | 1500 m      | 2:00,33 min  | 24   |
| Roxanne Dufter         | 3000 m      | 4:16,87 min  | 23   |
| Michelle Uhrig         | 1000 m      | 1:20,81 min  | 31   |
| Claudia Pechstein      | 3000 m      | 4:04,49 min  | 9    |
| Claudia Pechstein      | 5000 m      | 7:05,43 min  | 8    |
| Männer                 |             |              |      |
| Joel Dufter            | 500 m       | 35,506 s     | 29   |
| Joel Dufter            | 1000 m      | 1:09,46 min  | 14   |
| Nico Ihle              | 500 m       | 34,89 s      | 8    |
| Nico Ihle              | 1000 m      | 1:08,93 min  | 8    |
| Patrick Beckert        | 5000 m      | 6:17,91 min  | 10   |
| Patrick Beckert        | 10.000 m    | 13:01,94 min | 7    |
| Moritz Geisreiter      | 5000 m      | 6:18,34 min  | 12   |
| Moritz Geisreiter      | 10.000 m    | 13:06,35 min | 9    |

| Athleten          | Wettbewerbe | Halbfinale | Halbfinale | Finale | Finale | Rang |
| Athleten          | Wettbewerbe | Punkte     | Rang       | Punkte | Rang   | Rang |
| ----------------- | ----------- | ---------- | ---------- | ------ | ------ | ---- |
| Frauen            |             |            |            |        |        |      |
| Claudia Pechstein | Massenstart | 5          | 4          | 0      | 13     | 13   |

| Athleten                                                | Wettbewerbe    | Viertelfinale | Viertelfinale | Halbfinale    | Halbfinale    | C-Finale | C-Finale    | Rang |
| Athleten                                                | Wettbewerbe    | Gegner        | Zeit          | Gegner        | Zeit          | Gegner   | Zeit        | Rang |
| ------------------------------------------------------- | -------------- | ------------- | ------------- | ------------- | ------------- | -------- | ----------- | ---- |
| Frauen                                                  |                |               |               |               |               |          |             |      |
| Roxanne Dufter Gabriele Hirschbichler Claudia Pechstein | Teamverfolgung | Kanada        | 3:02,65 min   | ausgeschieden | ausgeschieden | China    | 3:04,67 min | 6    |

### Freestyle-Skiing
| Athleten          | Wettbewerbe | Qualifikation | Qualifikation | Finale        | Finale        | Rang |
| Athleten          | Wettbewerbe | Punkte        | Rang          | Punkte        | Rang          | Rang |
| ----------------- | ----------- | ------------- | ------------- | ------------- | ------------- | ---- |
| Frauen            |             |               |               |               |               |      |
| Léa Bouard        | Buckelpiste | 65,05         | 15            | ausgeschieden | ausgeschieden | 25   |
| Katharina Förster | Buckelpiste | 69,38         | 9             | 72,33         | 13            | 13   |
| Sabrina Cakmakli  | Halfpipe    | 81,80         | 7             | 74,20         | 8             | 8    |
| Kea Kühnel        | Slopestyle  | 59,60         | 18            | ausgeschieden | ausgeschieden | 18   |

| Athleten          | Wettbewerbe | Achtelfinale | Viertelfinale | Halbfinale    | Finale        | Rang |
| Athleten          | Wettbewerbe | Rang         | Rang          | Rang          | Rang          | Rang |
| ----------------- | ----------- | ------------ | ------------- | ------------- | ------------- | ---- |
| Frauen            |             |              |               |               |               |      |
| Julia Eichinger   | Skicross    | 3            | ausgeschieden | ausgeschieden | ausgeschieden | 21   |
| Männer            |             |              |               |               |               |      |
| Paul Eckert       | Skicross    | 3            | ausgeschieden | ausgeschieden | ausgeschieden | 18   |
| Tim Hronek        | Skicross    | 3            | ausgeschieden | ausgeschieden | ausgeschieden | 23   |
| Florian Wilmsmann | Skicross    | 4            | ausgeschieden | ausgeschieden | ausgeschieden | 25   |

### Nordische Kombination
Pro Wettkampf durften pro Nation maximal vier Athleten antreten, mit Björn Kircheisen war ein weiterer Athlet im Aufgebot, der jedoch nicht zum Einsatz kam.
Die deutsche Olympiamannschaft in der Nordischen Kombination war sowohl im gewichteten Medaillenspiegel mit Siegen in allen drei Wettbewerben als auch mit der gewonnenen Gesamtanzahl von fünf Medaillen erfolgreichste Mannschaft bei den Spielen in dieser Sportart.
| Athleten                                                  | Wettbewerb                        | Skispringen | Skispringen | Skispringen | Langlauf    | Langlauf | Rang   |
| Athleten                                                  | Wettbewerb                        | Weite       | Punkte      | Rang        | Zeit        | Rang     | Rang   |
| --------------------------------------------------------- | --------------------------------- | ----------- | ----------- | ----------- | ----------- | -------- | ------ |
| Männer                                                    |                                   |             |             |             |             |          |        |
| Eric Frenzel                                              | Gundersen-Wettkampf Normalschanze | 106,5 m     | 121,7       | 5           | 24:15,4 min | 6        | Gold   |
| Eric Frenzel                                              | Gundersen-Wettkampf Großschanze   | 136,5 m     | 132,9       | 4           | 23:29,3 min | 7        | Bronze |
| Fabian Rießle                                             | Gundersen-Wettkampf Normalschanze | 94,5 m      | 99,9        | 16          | 23:53,7 min | 4        | 7      |
| Fabian Rießle                                             | Gundersen-Wettkampf Großschanze   | 130,5 m     | 130,3       | 6           | 23:18,9 min | 3        | Silber |
| Johannes Rydzek                                           | Gundersen-Wettkampf Normalschanze | 101,0 m     | 109,1       | 11          | 23:53,3 min | 3        | 5      |
| Johannes Rydzek                                           | Gundersen-Wettkampf Großschanze   | 133,5 m     | 131,2       | 5           | 23:21,5 min | 4        | Gold   |
| Vinzenz Geiger                                            | Gundersen-Wettkampf Normalschanze | 103,5 m     | 105,4       | 13          | 24:15,9 min | 7        | 9      |
| Vinzenz Geiger                                            | Gundersen-Wettkampf Großschanze   | 129,0 m     | 124,0       | 9           | 23:42,6 min | 13       | 7      |
| Vinzenz Geiger Fabian Rießle Eric Frenzel Johannes Rydzek | Teamwettbewerb                    | 532,0 m     | 464,7       | 2           | 46:03,8 min | 1        | Gold   |

### Rennrodeln
Auf Grund der Weltcup-Ranglisten der letzten beiden Saisons und den aktuellen Saisonergebnissen gibt es jeweils drei Startplätze für die Einsitzer, sowohl bei den Damen und Herren. Des Weiteren darf Deutschland zwei Rodeldoppel stellen. Die deutschen Starter wurden während der ersten Nominierungsphase am 16. Januar bekannt gegeben.
Die deutsche Rennrodel-Olympiamannschaft war sowohl im gewichteten Medaillenspiegel mit dreimal Gold, einmal Silber und zweimal Bronze als auch mit der gewonnenen Gesamtanzahl von sechs Medaillen erfolgreichste Mannschaft bei den Spielen in dieser Sportart.
| Athlet                                                        | Wettbewerb   | Lauf 1       | Lauf 1 | Lauf 2   | Lauf 2 | Lauf 3   | Lauf 3 | Lauf 4   | Lauf 4 | Gesamt       | Gesamt |
| Athlet                                                        | Wettbewerb   | Zeit         | Rang   | Zeit     | Rang   | Zeit     | Rang   | Zeit     | Rang   | Zeit         | Rang   |
| ------------------------------------------------------------- | ------------ | ------------ | ------ | -------- | ------ | -------- | ------ | -------- | ------ | ------------ | ------ |
| Frauen                                                        |              |              |        |          |        |          |        |          |        |              |        |
| Natalie Geisenberger                                          | Einsitzer    | 46,245 s     | 1      | 46,209 s | 3      | 46,280 s | 1      | 46,498 s | 2      | 3:05,232 min | Gold   |
| Dajana Eitberger                                              | Einsitzer    | 46,381 s     | 7      | 46,193 s | 2      | 46,577 s | 4      | 46,448 s | 1      | 3:05,599 min | Silber |
| Tatjana Hüfner                                                | Einsitzer    | 46,322 s     | 3      | 46,339 s | 6      | 46,392 s | 2      | 46,660 s | 5      | 3:05,713 min | 4      |
| Männer                                                        |              |              |        |          |        |          |        |          |        |              |        |
| Johannes Ludwig                                               | Einsitzer    | 47,764 s     | 3      | 47,940 s | 14     | 47,625 s | 6      | 47,603 s | 3      | 3:10,932 min | Bronze |
| Felix Loch                                                    | Einsitzer    | 47,674 s     | 2      | 47,625 s | 1      | 47,560 s | 2      | 48,109 s | 19 1   | 3:10,968 min | 5      |
| Andi Langenhan                                                | Einsitzer    | 48,083 s     | 18     | 47,850 s | 8      | 47,630 s | 7      | 47,870 s | 7      | 3:11,433 min | 10     |
| Toni Eggert Sascha Benecken                                   | Doppelsitzer | 45,931 s     | 3      | 46,056 s | 3      | –        | –      | –        | –      | 1:31,987 min | Bronze |
| Tobias Wendl Tobias Arlt                                      | Doppelsitzer | 45,820 s     | 1      | 45,877 s | 1      | –        | –      | –        | –      | 1:31,697 min | Gold   |
| Mixed                                                         |              |              |        |          |        |          |        |          |        |              |        |
| Natalie Geisenberger Johannes Ludwig Tobias Wendl Tobias Arlt | Teamstaffel  | 2:24,517 min | 1      | –        | –      | –        | –      | –        | –      | 2:24,517 min | Gold   |

Die Qualifikationsergebnisse schafften auch Julia Taubitz bei den Frauen, Ralf Palik bei den Männern sowie Robin Geueke und David Gamm im Doppelsitzer.

### Shorttrack
| Athlet        | Wettbewerb | Vorlauf      | Vorlauf | Viertelfinale | Viertelfinale | Halbfinale    | Halbfinale    | Finale        | Finale        | Rang          |
| Athlet        | Wettbewerb | Zeit         | Rang    | Zeit          | Rang          | Zeit          | Rang          | Zeit          | Rang          | Rang          |
| ------------- | ---------- | ------------ | ------- | ------------- | ------------- | ------------- | ------------- | ------------- | ------------- | ------------- |
| Frauen        |            |              |         |               |               |               |               |               |               |               |
| Anna Seidel   | 500 m      | 43,742 s     | 2       | 44,325 s      | 4             | ausgeschieden | ausgeschieden | ausgeschieden | ausgeschieden | 15            |
| Anna Seidel   | 1000 m     | DSQ          | DSQ     | ausgeschieden | ausgeschieden | ausgeschieden | ausgeschieden | ausgeschieden | ausgeschieden | ausgeschieden |
| Anna Seidel   | 1500 m     | 2:56,976 min | 5 1     | −             | −             | 3:00,658 min  | 6             | ausgeschieden | ausgeschieden | 16            |
| Bianca Walter | 500 m      | 43,541 s     | 3       | ausgeschieden | ausgeschieden | ausgeschieden | ausgeschieden | ausgeschieden | ausgeschieden | 18            |
| Bianca Walter | 1000 m     | 1:36,028 min | 4 2     | 1:31,085 min  | 5             | ausgeschieden | ausgeschieden | ausgeschieden | ausgeschieden | ausgeschieden |
| Bianca Walter | 1500 m     | 2:30,819 min | 5       | −             | −             | ausgeschieden | ausgeschieden | ausgeschieden | ausgeschieden | 27            |

Männliche Shorttracker konnten sich nicht für Olympia qualifizieren.

### Skeleton
| Athlet               | Lauf 1  | Lauf 1 | Lauf 2  | Lauf 2 | Lauf 3  | Lauf 3 | Lauf 4  | Lauf 4 | Gesamt      | Gesamt |
| Athlet               | Zeit    | Rang   | Zeit    | Rang   | Zeit    | Rang   | Zeit    | Rang   | Zeit        | Rang   |
| -------------------- | ------- | ------ | ------- | ------ | ------- | ------ | ------- | ------ | ----------- | ------ |
| Frauen               |         |        |         |        |         |        |         |        |             |        |
| Anna Fernstädt       | 51,99 s | 5      | 52,17 s | 5      | 51,88 s | 3      | 52,00 s | 6      | 3:28,04 min | 6      |
| Tina Hermann         | 51,98 s | 4      | 52,31 s | 10     | 51,83 s | 1      | 51,86 s | 4      | 3:27,98 min | 5      |
| Jacqueline Lölling   | 51,74 s | 2      | 52,12 s | 4      | 52,04 s | 7      | 51,83 s | 3      | 3:27,73 min | Silber |
| Männer               |         |        |         |        |         |        |         |        |             |        |
| Alexander Gassner    | 51,05 s | 9      | 51,08 s | 12     | 51,04 s | 11     | 50,93 s | 8      | 3:24,10 min | 9      |
| Christopher Grotheer | 51,05 s | 9      | 51,06 s | 11     | 51,01 s | 10     | 50,93 s | 8      | 3:24,05 min | 8      |
| Axel Jungk           | 50,77 s | 3      | 51,01 s | 9      | 50,83 s | 8      | 50,99 s | 10     | 3:23,60 min | 7      |

### Ski Alpin
Für die alpinen Skiwettkämpfe hat der DOSB auch Jessica Hilzinger berufen, die jedoch nicht zum Einsatz kam.
| Athleten            | Wettbewerbe  | 1. Lauf     | 1. Lauf | 2. Lauf       | 2. Lauf       | Gesamt        | Gesamt        |
| Athleten            | Wettbewerbe  | Zeit        | Rang    | Zeit          | Rang          | Zeit          | Rang          |
| ------------------- | ------------ | ----------- | ------- | ------------- | ------------- | ------------- | ------------- |
| Frauen              |              |             |         |               |               |               |               |
| Viktoria Rebensburg | Abfahrt      | –           | –       | –             | –             | 1:40,64 min   | 9             |
| Viktoria Rebensburg | Super-G      | –           | –       | –             | –             | 1:21,62 min   | 10            |
| Viktoria Rebensburg | Riesenslalom | 1:11,45 min | 8       | 1:09,15 min   | 3             | 2:20,60 min   | 4             |
| Lena Dürr           | Slalom       | DNF         | DNF     | –             | –             | –             | –             |
| Christina Geiger    | Slalom       | 51,44 s     | 19      | DNF           | DNF           | –             | –             |
| Marina Wallner      | Slalom       | 51,12 s     | 12      | 50,98 s       | 22            | 1:42,10 min   | 19            |
| Kira Weidle         | Abfahrt      | –           | –       | –             | –             | 1:41,01 min   | 11            |
| Kira Weidle         | Super-G      | –           | –       | –             | –             | DNF           | DNF           |
| Männer              |              |             |         |               |               |               |               |
| Fritz Dopfer        | Riesenslalom | 1:10,69 min | 19      | 1:11,38 min   | 26            | 2:22,07 min   | 26            |
| Fritz Dopfer        | Slalom       | 49,79 s     | 22      | 51,48 s       | 17            | 1:41,27 min   | 20            |
| Thomas Dreßen       | Abfahrt      | –           | –       | –             | –             | 1:41,03 min   | 5             |
| Thomas Dreßen       | Super-G      | –           | –       | –             | –             | 1:25,51 min   | 12            |
| Thomas Dreßen       | Kombination  | 1:19,24 min | 1       | 49,72 s       | 24            | 2:08,96 min   | 9             |
| Josef Ferstl        | Abfahrt      | –           | –       | –             | –             | 1:42,98 min   | 25            |
| Josef Ferstl        | Super-G      | –           | –       | –             | –             | 1:26,81 min   | 27            |
| Josef Ferstl        | Kombination  | 1:21,95 min | 36      | DNS           | DNS           | –             | –             |
| Andreas Sander      | Abfahrt      | –           | –       | –             | –             | 1:41,62 min   | 10            |
| Andreas Sander      | Super-G      | –           | –       | –             | –             | 1:25,21 min   | 8             |
| Andreas Sander      | Kombination  | 1:21,68 min | 32      | DNS           | DNS           | –             | –             |
| Alexander Schmid    | Riesenslalom | DNF         | DNF     | ausgeschieden | ausgeschieden | ausgeschieden | ausgeschieden |
| Linus Straßer       | Riesenslalom | 1:11,54 min | 30      | 1:10,13 min   | 4             | 2:21,67 min   | 22            |
| Linus Straßer       | Slalom       | DNF         | DNF     | ausgeschieden | ausgeschieden | ausgeschieden | ausgeschieden |
| Linus Straßer       | Kombination  | 1:22,03 min | 39      | DNF           | DNF           | –             | –             |

| Mixed                                                   |                         |          |       |         |       |               |               |               |               |               |
| Lena Dürr Marina Wallner Alexander Schmid Linus Straßer | Riesenslalom Mannschaft | Slowakei | 2:2 1 | Schweiz | 2:2 1 | ausgeschieden | ausgeschieden | ausgeschieden | ausgeschieden | ausgeschieden |

Ursprünglich hatten auch Felix Neureuther und Stefan Luitz die Olympianorm erfüllt und sollten bei den Spielen starten, beide zogen sich jedoch im Verlauf der Weltcupsaison einen Kreuzbandriss zu, der zum Saisonaus führte.

### Skilanglauf
| Athleten                                                       | Wettbewerbe       | Zeit        | Rang |
| -------------------------------------------------------------- | ----------------- | ----------- | ---- |
| Frauen                                                         |                   |             |      |
| Stefanie Böhler                                                | 10 km Freistil    | 27:21,8 min | 25   |
| Stefanie Böhler                                                | 15 km Skiathlon   | 43:02,6 min | 25   |
| Stefanie Böhler                                                | 30 km Klassisch   | 1:28:42,2 h | 16   |
| Victoria Carl                                                  | 10 km Freistil    | 27:04,6 min | 19   |
| Victoria Carl                                                  | 15 km Skiathlon   | 42:54,4 min | 20   |
| Victoria Carl                                                  | 30 km Klassisch   | 1:32:42,4 h | 25   |
| Katharina Hennig                                               | 15 km Skiathlon   | 43:00,2 min | 22   |
| Katharina Hennig                                               | 30 km Klassisch   | 1:29:48,9 h | 19   |
| Nicole Fessel                                                  | 15 km Skiathlon   | DNS         | DNS  |
| Sandra Ringwald                                                | 10 km Freistil    | 27:24,7 min | 26   |
| Stefanie Böhler Katharina Hennig Victoria Carl Sandra Ringwald | 4 × 5 km Staffel  | 53:13,7 min | 6    |
| Männer                                                         |                   |             |      |
| Thomas Bing                                                    | 30 km Skiathlon   | 1:17:03,7 h | 11   |
| Thomas Bing                                                    | 50 km Klassisch   | 2:18:41,1 h | 30   |
| Lucas Bögl                                                     | 15 km Freistil    | 35:04,7 min | 15   |
| Lucas Bögl                                                     | 30 km Skiathlon   | 1:17:19,9 h | 16   |
| Lucas Bögl                                                     | 50 km Klassisch   | 2:23:42,8 h | 46   |
| Jonas Dobler                                                   | 30 km Skiathlon   | 1:17:56,6 h | 22   |
| Jonas Dobler                                                   | 50 km Klassisch   | DNF         | DNF  |
| Sebastian Eisenlauer                                           | 15 km Freistil    | 36:03,8 min | 32   |
| Andreas Katz                                                   | 15 km Freistil    | 35:38,3 min | 25   |
| Andreas Katz                                                   | 30 km Skiathlon   | 1:19:49,2 h | 35   |
| Andreas Katz                                                   | 50 km Klassisch   | 2:13:32,3 h | 14   |
| Andreas Katz Thomas Bing Lucas Bögl Jonas Dobler               | 4 × 10 km Staffel | 1:35:13,1 h | 6    |

| Athleten                         | Wettbewerbe         | Qualifikation | Qualifikation | Viertelfinale | Viertelfinale | Halbfinale    | Halbfinale    | Finale        | Finale        | Rang |
| Athleten                         | Wettbewerbe         | Zeit          | Rang          | Zeit          | Rang          | Zeit          | Rang          | Zeit          | Rang          | Rang |
| -------------------------------- | ------------------- | ------------- | ------------- | ------------- | ------------- | ------------- | ------------- | ------------- | ------------- | ---- |
| Frauen                           |                     |               |               |               |               |               |               |               |               |      |
| Katharina Hennig                 | Sprint klassisch    | 3:22,64 min   | 25            | 3:19,55 min   | 6             | ausgeschieden | ausgeschieden | ausgeschieden | ausgeschieden | 27   |
| Hanna Kolb                       | Sprint klassisch    | 3:27,84 min   | 35            | ausgeschieden | ausgeschieden | ausgeschieden | ausgeschieden | ausgeschieden | ausgeschieden | 36   |
| Sandra Ringwald                  | Sprint klassisch    | 3:18,43 min   | 16            | 3:13,76 min   | 3             | ausgeschieden | ausgeschieden | ausgeschieden | ausgeschieden | 15   |
| Elisabeth Schicho                | Sprint klassisch    | 3:23,26 min   | 26            | 3:24,26 min   | 6             | ausgeschieden | ausgeschieden | ausgeschieden | ausgeschieden | 28   |
| Nicole Fessel Sandra Ringwald    | Teamsprint Freistil | –             | –             | –             | –             | 16:51,67 min  | 4             | 17:06,57 min  | 10            | 10   |
| Männer                           |                     |               |               |               |               |               |               |               |               |      |
| Thomas Bing                      | Sprint klassisch    | 3:16,66 min   | 22            | 3:18,64 min   | 3             | ausgeschieden | ausgeschieden | ausgeschieden | ausgeschieden | 15   |
| Sebastian Eisenlauer             | Sprint klassisch    | 3:15,06 min   | 16            | 3:16,22 min   | 6             | ausgeschieden | ausgeschieden | ausgeschieden | ausgeschieden | 28   |
| Sebastian Eisenlauer Thomas Bing | Teamsprint Freistil | –             | –             | –             | –             | 16:00,55 min  | 3             | 16:42,20 min  | 10            | 10   |

### Skispringen
Im Einzelspringen durften pro Land sowohl bei den Männern als auch bei den Frauen maximal vier Athleten antreten. Für das Mannschaftsspringen konnte zusätzlich ein Ersatzathlet mitgenommen werden.
Die deutsche Skisprung-Olympiamannschaft war sowohl im gewichteten Medaillenspiegel mit einer Gold- sowie drei Silbermedaillen und insgesamt vier gewonnenen Medaillen hinter Norwegen die zweiterfolgreichste Nation in dieser Sportart bei diesen Winterspielen.
| Athleten                                                    | Wettbewerb             | Qualifikation | Qualifikation | Qualifikation | 1. Durchgang | 1. Durchgang | 1. Durchgang | 2. Durchgang | 2. Durchgang | 2. Durchgang | Gesamt | Gesamt |
| Athleten                                                    | Wettbewerb             | Weite         | Punkte        | Rang          | Weite        | Punkte       | Rang         | Weite        | Punkte       | Rang         | Punkte | Rang   |
| ----------------------------------------------------------- | ---------------------- | ------------- | ------------- | ------------- | ------------ | ------------ | ------------ | ------------ | ------------ | ------------ | ------ | ------ |
| Frauen                                                      |                        |               |               |               |              |              |              |              |              |              |        |        |
| Katharina Althaus                                           | Normalschanze          | —             | —             | —             | 106,5 m      | 123,2        | 02           | 106,0 m      | 129,4        | 02           | 252,60 | Silber |
| Juliane Seyfarth                                            | Normalschanze          | —             | —             | —             | 102,5 m      | 108,3        | 08           | 090,0 m      | 086,0        | 17           | 194,30 | 10     |
| Ramona Straub                                               | Normalschanze          | —             | —             | —             | 098,5 m      | 104,4        | 10           | 098,5 m      | 106,1        | 08           | 210,50 | 08     |
| Carina Vogt                                                 | Normalschanze          | —             | —             | —             | 097,0 m      | 108,6        | 06           | 101,5 m      | 119,3        | 04           | 227,90 | 05     |
| Männer                                                      |                        |               |               |               |              |              |              |              |              |              |        |        |
| Markus Eisenbichler                                         | Normalschanze          | 102,5 m       | 127,7         | 06            | 106,0 m      | 121,6        | 07           | 106,5 m      | 118,6        | 09           | 240,2  | 08     |
| Markus Eisenbichler                                         | Großschanze            | 135,0 m       | 123,6         | 09            | 130,0 m      | 128,7        | 16           | 130,5 m      | 126,7        | 10           | 255,4  | 14     |
| Richard Freitag                                             | Normalschanze          | 102,0 m       | 129,1         | 04            | 106,0 m      | 125,5        | 04           | 102,5 m      | 114,5        | 13           | 240,0  | 09     |
| Richard Freitag                                             | Großschanze            | 130,0 m       | 116,8         | 13            | 130,0 m      | 131,5        | 11           | 127,5 m      | 128,5        | 08           | 260,0  | 09     |
| Karl Geiger                                                 | Normalschanze          | 102,0 m       | 125,5         | 07            | 103,5 m      | 120,3        | 08           | 105,0 m      | 116,4        | 12           | 236,7  | 10     |
| Karl Geiger                                                 | Großschanze            | 130,5 m       | 117,7         | 12            | 132,0 m      | 129,5        | 14           | 137,5 m      | 138,1        | 05           | 267,5  | 07     |
| Andreas Wellinger                                           | Normalschanze          | 103,0 m       | 133,5         | 01            | 104,5 m      | 124,9        | 05           | 113,5 m      | 134,4        | 01           | 259,3  | Gold   |
| Andreas Wellinger                                           | Großschanze            | 135,0 m       | 127,1         | 04            | 135,5 m      | 138,8        | 03           | 142,0 m      | 143,5        | 02           | 282,3  | Silber |
| Karl Geiger Stephan Leyhe Richard Freitag Andreas Wellinger | Großschanze Mannschaft | —             | —             | —             | 538,5 m      | 543,9        | 2            | 532,0 m      | 531,8        | 2            | 1075,7 | Silber |

### Snowboard
| Athleten            | Wettbewerbe | Qualifikation | Qualifikation | Finale        | Finale        | Rang |
| Athleten            | Wettbewerbe | Punkte        | Rang          | Punkte        | Rang          | Rang |
| ------------------- | ----------- | ------------- | ------------- | ------------- | ------------- | ---- |
| Frauen              |             |               |               |               |               |      |
| Silvia Mittermüller | Big Air     | DNS           | DNS           | DNS           | DNS           | DNS  |
| Silvia Mittermüller | Slopestyle  | abgesagt      | abgesagt      | 1,00          | 26            | 26   |
| Männer              |             |               |               |               |               |      |
| Johannes Höpfl      | Halfpipe    | 59,50         | 23            | ausgeschieden | ausgeschieden | 23   |

| Athleten                   | Wettbewerbe           | Qualifikation | Qualifikation | Achtelfinale  | Achtelfinale  | Viertelfinale | Viertelfinale | Halbfinale    | Halbfinale    | Finale/Platz 3 | Finale/Platz 3 | Rang   |
| Athleten                   | Wettbewerbe           | Zeit          | Rang          | Gegner        | Zeit          | Gegner        | Zeit          | Gegner        | Zeit          | Gegner         | Zeit           | Rang   |
| -------------------------- | --------------------- | ------------- | ------------- | ------------- | ------------- | ------------- | ------------- | ------------- | ------------- | -------------- | -------------- | ------ |
| Frauen                     |                       |               |               |               |               |               |               |               |               |                |                |        |
| Ramona Theresia Hofmeister | Parallel-Riesenslalom | 1:31,98 min   | 5             | Jenny         | Jenny DNF     | Meschik       | −0,78 s       | Ledecká       | DNF           | Sawarsina      | −4,07 s        | Bronze |
| Selina Jörg                | Parallel-Riesenslalom | 1:30,27 min   | 3             | Tudegeschewa  | −0,65 s       | Takeuchi      | −0,62 s       | Sawarsina     | Sawarsina DNF | Ledecká        | +0,46 s        | Silber |
| Carolin Langenhorst        | Parallel-Riesenslalom | 1:31,58 min   | 4             | Meschik       | +0,02 s       | ausgeschieden | ausgeschieden | ausgeschieden | ausgeschieden | ausgeschieden  | ausgeschieden  | 9      |
| Anke Wöhrer                | Parallel-Riesenslalom | 1:34,70 min   | 21            | ausgeschieden | ausgeschieden | ausgeschieden | ausgeschieden | ausgeschieden | ausgeschieden | ausgeschieden  | ausgeschieden  | 21     |
| Männer                     |                       |               |               |               |               |               |               |               |               |                |                |        |
| Stefan Baumeister          | Parallel-Riesenslalom | 1:25,37 min   | 7             | Kislinger     | −0,22 s       | Košir         | +3,07 s       | ausgeschieden | ausgeschieden | ausgeschieden  | ausgeschieden  | 6      |
| Alexander Bergmann         | Parallel-Riesenslalom | 1:29,25 min   | 31            | ausgeschieden | ausgeschieden | ausgeschieden | ausgeschieden | ausgeschieden | ausgeschieden | ausgeschieden  | ausgeschieden  | 31     |
| Patrick Bussler            | Parallel-Riesenslalom | 1:26,77 min   | 25            | ausgeschieden | ausgeschieden | ausgeschieden | ausgeschieden | ausgeschieden | ausgeschieden | ausgeschieden  | ausgeschieden  | 25     |

| Athleten         | Wettbewerbe    | Qualifikation | Qualifikation | Achtelfinale | Achtelfinale | Viertelfinale | Viertelfinale | Halbfinale    | Halbfinale    | Finale A/B    | Finale A/B    | Rang |
| Athleten         | Wettbewerbe    | Zeit          | Rang          | Rang         | Rang         | Rang          | Rang          | Rang          | Rang          | Rang          | Rang          | Rang |
| ---------------- | -------------- | ------------- | ------------- | ------------ | ------------ | ------------- | ------------- | ------------- | ------------- | ------------- | ------------- | ---- |
| Frauen           |                |               |               |              |              |               |               |               |               |               |               |      |
| Jana Fischer     | Snowboardcross | 1:22,92 min   | 22            | –            | –            | 4             | 4             | ausgeschieden | ausgeschieden | ausgeschieden | ausgeschieden | 16   |
| Männer           |                |               |               |              |              |               |               |               |               |               |               |      |
| Paul Berg        | Snowboardcross | 1:14,39 min   | 14            | 2            | 2            | DNF           | DNF           | ausgeschieden | ausgeschieden | ausgeschieden | ausgeschieden | 19   |
| Martin Nörl      | Snowboardcross | 1:14,12 min   | 7             | 1            | 1            | 1             | 1             | 4             | 4             | 2             | 2             | 8    |
| Konstantin Schad | Snowboardcross | 1:15,73 min   | 33            | 4            | 4            | ausgeschieden | ausgeschieden | ausgeschieden | ausgeschieden | ausgeschieden | ausgeschieden | 32   |

Nadja Flemming (Big Air) wurde nur unter Vorbehalt nominiert. Zwar hatte sie die nationalen Qualifikationskriterien erfüllt, jedoch stand ihr wegen des fehlenden Quotenplatzes kein Startplatz zur Verfügung. Sie stand als mögliche Nachrückerin auf der Warteliste, kam aber nicht zum Einsatz.